# Каспер Тенгстедт
Каспер Тенгстедт (дан. Casper Tengstedt, нар. 1 червня 2000, Гернінг, Данія) — данський футболіст, вінгер нідерландського клубу «Феєнорд».
Виступав, зокрема, за клуби «Русенборг» та «Бенфіка», а також молодіжну збірну Данії.

## Ігрова кар'єра

### Клубна
Каспер Тенгстедт є вихованцем данського клубу «Мідтьюлланн». У 2019 році футболіста було внесено в заявку першої команди і одразу для набору ігрової практики Тенгстедт був відправлений в оренду у німецький «Нюрнберг», де грав у дублюючому складі. Через рік він повернувся до Данії. де також на правах оренди виступав за клуб «Горсенс». 13 вересня 2020 року Тенгстедт дебютував у чемпіонаті Данії.
За результатами сезону «Горсенс» вилетів з Суперліги але сам Тенгстед залишився в команді, підписавши з клубом повноцінний контракт. У наступному сезоні у Першому дивізіоні Тенгстедт став кращим бомбардиром турніру.
Влітку 2022 року футболіст перейшов до норвезького «Русенборга», де зіграв до кінця сезону 14 ігор. В яких забив 15 голів і став кращим бормбардиром команди.
На початку 2023 року Тенгстедт перейшов до португальської «Бенфіки», підписавши з клубом контракт на п'ять років. Вже у першому сезоні футболіст виграв чемпіонат Португалії. Також у складі португальського клубу футболіст дебютував у матчах Ліги чемпіонів у сезоні 2023/24.
Сезон 2024/25 футболіст почав у італійській «Вероні», куди перейшов на правах оренди.
24 липня 2025 року підписав контракт на чотири роки з «Феєнордом».

### Збірна
З 2021 по 2022 роки Каспер Тенгстедт виступав за молодіжну збірну Данії.

## Титули
Бенфіка
 Чемпіон Португалії: 2022/23
 Переможець Суперкубка Португалії: 2023